# جزيرة كارانغ جونغكاك
جزيرة كارانغ جونغكاك وهي جزيرة من جزر إندونيسيا، وتقع ضمن منطقة بولاو سيريبو في إقليم جاكارتا.